# Línea B20 (Córdoba)
La Línea B20 fue una línea barrial de transporte urbano de pasajeros de la ciudad de Córdoba, Argentina. El servicio era operado por la empresa Coniferal. En diciembre de 2014, fue reemplazado por la línea 86.

## Recorrido
De barrio Marqués de Sobremonte a barrio Alta Córdoba.
 Servicio diurno.
IDA: De Miguel de Mujica y Suárez de Figueroa por esta – Rodríguez de Ruescas – Tomas de Irobi – Alonso de Ubeda – Diego Diaz – Pérez Correa – Celiz de Quiroga- M. P. Cabrera – Garat – Baravino – Fray Luis Beltran – Cardeñoza – La Hierra – Los Granaderos – Isabel La Católica – Fragueiro hasta Baigorri.
REGRESO: De Fragueiro hasta Baigorri por esta – Rodríguez Peña – Isabel La Católica – Los Granaderos – La Ramada – Cardeñoza – Concepción del Bermejo – Quinquela Martin – Fray Luis Beltran – Baravino – Garat – M. Pablo Cabrera – Toledo de Pimentel – Diego Díaz – Alonso de Ubeda – Suárez de Figueroa – Tristán de Tejeda – Tomás de Irobi – Gaspar de Quevedo hasta M de Mujica.